# José Neto (football, 2008)
Pour les articles homonymes, voir Neto.
José Neto, né le 19 avril 2008 à Aljustrel, est un footballeur portugais qui joue au poste d'arrière gauche au Benfica.

## Biographie

### Carrière en club
Né à Aljustrel en Portugal, José Neto est formé par le Benfica, où il s'illustre d'abord en équipes de jeunes avec le club de championnat du Portugal, après avoir signé son premier contrat professionnel au printemps 2024,.

### Carrière en sélection
José Neto est international junior avec l'équipe du Portugal des moins de 17 ans à partir de septembre 2024.
Il est convoqué avec l'équipe du Portugal des moins de 17 ans pour participer au Championnat d'Europe des moins de 17 ans qui a lieu en mai et juin 2025,. La Portugal atteint la finale de la compétition après l'avoir emporté au tirs au but face à l'Italie (après un match nul 2-2),.
Les lusitaniens remportent ensuite la compétition en s'imposant 3-0 contre la France en finale,,,.

## Palmarès
Portugal -17 ans
- Championnat d'Europe
  - Champion en 2025